# Андріївська селищна рада (Бердянський район)
Андрі́ївська се́лищна ра́да — адміністративно-територіальна одиниця та орган місцевого самоврядування в Бердянському районі Запорізької області. Адміністративний центр — селище міського типу Андріївка.

## Загальні відомості
- Територія ради: 287,726 км²
- Населення ради: 5 281 особа (станом на 2001 рік)
- Територією ради протікає річка Кільтичія

## Населені пункти
Селищній раді підпорядковані населені пункти:
- смт Андріївка
- с. Дахно
- с. Іванівка
- с. Новосільське
- с. Сахно
- с. Софіївка
- с. Успенівка

### Склад ради
Рада складається з 26 депутатів та голови.
- Голова ради: Мізін Анатолій Іванович

### Керівний склад попередніх скликань
| Прізвище, ім'я, по батькові | Основні відомості                                                              | Дата обрання | Дата звільнення |
| --------------------------- | ------------------------------------------------------------------------------ | ------------ | --------------- |
| Мізін Анатолій Іванович     | Селищний голова, 1957 року народження, освіта середня спеціальна, безпартійний | 26.03.2006   | 31.10.2010      |
| Мізін Анатолій Іванович     | Селищний голова, 1957 року народження, освіта середня спеціальна, безпартійний | 31.10.2010   |                 |

Примітка: таблиця складена за даними сайту Верховної Ради України

### Депутати
За результатами місцевих виборів 2010 року депутатами ради стали:

#### За суб'єктами висування
| Суб'єкт висування                                       | Кількість обраних депутатів | %    |
| ------------------------------------------------------- | --------------------------- | ---- |
| Партія регіонів                                         | 16                          | 61,5 |
| Політична партія «Сильна Україна»                       | 9                           | 34,6 |
| Політична партія Всеукраїнське об'єднання «Батьківщина» | 1                           | 3,8  |

#### За округами
| № округу                                                | Прізвище, ім'я, по батькові       | Дата визнання обраним | Освіта  | Партійна приналежність                        | Відомості про обраного депутата |
| ------------------------------------------------------- | --------------------------------- | --------------------- | ------- | --------------------------------------------- | --- |
| Партія регіонів                                         |                                   |                       |         |                                               | |
| 1                                                       | Кагадій Наталія Анатоліївна       | 01.11.2010            | вища    | член Партії регіонів                          | Андріївська селищна рада, секретар |
| 4                                                       | Бідна Наталія Юріївна             | 01.11.2010            | вища    | член Партії регіонів                          | ДП «Бердянське лісове господарство», лісничий |
| 5                                                       | Яцун Григорій Олексійович         | 01.11.2010            | вища    | позапартійний                                 | ТОВ АФ «Нива», агроном |
| 6                                                       | Кагадій Олена Володимирівна       | 01.11.2010            | вища    | член Партії регіонів                          | Андріївська селищна рада, головний бухгалтер |
| 7                                                       | Кущ Володимир Олександрович       | 01.11.2010            | середня | член Партії регіонів                          | приватний підприємець |
| 8                                                       | Куделя Володимир Олексійович      | 01.11.2010            | вища    | член Політичної партії «Сильна Україна»       | тимчасово не працює |
| 9                                                       | Ланько Анатолій Олександрович     | 01.11.2010            | середня | член Партії регіонів                          | Бердянський райавтодор, майстер |
| 10                                                      | Курило Валерій Анатолійович       | 01.11.2010            | вища    | член Партії регіонів                          | Андріївська селищна рада, спеціаліст-землевпорядник |
| 11                                                      | Зозуля Олександр Анатолійович     | 01.11.2010            | середня | член Партії регіонів                          | Андріївська пожежна частина, водій |
| 12                                                      | Кущ Марина Георгіївна             | 01.11.2010            | середня | член Партії регіонів                          | Андріївська селищна рада, бухгалтер |
| 14                                                      | Волик Леонід Володимирович        | 01.11.2010            | вища    | позапартійний                                 | агроцех № 3 ДП «Ілліч-Агро Запоріжжя», заступник начальника |
| 15                                                      | Колінько Лариса Василівна         | 01.11.2010            | вища    | член Партії регіонів                          | Андріївська селищна рада, діловод |
| 16                                                      | Кошель Володимир Михайлович       | 01.11.2010            | середня | позапартійний                                 | агроцех № 3 ДП «Ілліч-Агро Запоріжжя», бригадир |
| 17                                                      | Колінько Андрій Олексійович       | 01.11.2010            | середня | позапартійний                                 | Андріївська селищна рада, водій |
| 24                                                      | Цис Галина Олексіївна             | 01.11.2010            | вища    | член Партії регіонів                          | Софіївська сільська бібліотека, завідувачка |
| 25                                                      | Александрович Вікторія Вікторівна | 01.11.2010            | вища    | член Партії регіонів                          | Софіївський ДНЗ, завідувачка |
| Політична партія Всеукраїнське об'єднання «Батьківщина» |                                   |                       |         |                                               | |
| 21                                                      | Рак Юрій Петрович                 | 01.11.2010            | вища    | член Всеукраїнського об'єднання «Батьківщина» | ТОВ АФ «Нива», механік |
| Політична партія «Сильна Україна»                       |                                   |                       |         |                                               | |
| 2                                                       | Власенко Олена Миколаївна         | 01.11.2010            | середня | член Політичної партії «Сильна Україна»       | КУ «Територіальний центр соціального обслуговування (надання соціальних послуг) Бердянської районної ради Запорізької області», завідувачка стаціонарного відділення |
| 3                                                       | Бородич Марія Йосипівна           | 01.11.2010            | середня | член Політичної партії «Сильна Україна»       | Андріївська дитяча музична школа, технічний працівник |
| 13                                                      | Бідний Анатолій Григорійович      | 01.11.2010            | середня | член Політичної партії «Сильна Україна»       | ПСП АФ «Перемога», оператор мехтоку |
| 18                                                      | Горовенко Сергій Андрійович       | 01.11.2010            | середня | член Політичної партії «Сильна Україна»       | ПП «Протон», газоелектрозварювальник |
| 19                                                      | Агапов Олександр Миколайович      | 01.11.2010            | середня | член Політичної партії «Сильна Україна»       | тимчасово не працює |
| 20                                                      | Мизин Тетяна Вікторівна           | 01.11.2010            | середня | член Політичної партії «Сильна Україна»       | ПСП АФ «Перемога», кухар |
| 22                                                      | Верещак Володимир Іванович        | 01.11.2010            | вища    | член Політичної партії «Сильна Україна»       | ТОВ АФ «Нива», інженер |
| 23                                                      | Гасько Михайло Михайлович         | 01.11.2010            | вища    | член Політичної партії «Сильна Україна»       | ТОВ АФ «Нива», директор по виробництву |
| 26                                                      | Бородай Світлана Володимирівна    | 01.11.2010            | вища    | член Політичної партії «Сильна Україна»       | ПСП АФ «Перемога», головний бухгалтер |